# Усилие (Ставропольский край)
Усилие — упразднённый в 1970 году хутор Александровского района Ставропольского края России. Объединен с хутором Красный Коневод в село Долиновка современного Новоселицкого района (муниципального округа).

## География
Находился на южной окраине Русской (Восточно-Европейской) равнины, в центральной части Ставропольского края, степного Предкавказья, к востоку от Прикалаусского водораздела, на равном удалении от Азовского и Каспийского морей.
Климат умеренно континентальный, благоприятен для жизнедеятельности человека.

## Название
Другое название — Тельман.

## Транспорт
Топографическая военная карта РККА на 1932—1942 годы указывает, что проходила просёлочная дорога, к северо-востоку находилась ОТФ